# Vùng đặc chất đen
Vùng đặt chất đen (Substantia nigra pars compacta) là một bộ phận của chất đen. Nó nằm trong lõi của chất đen, bao hàm các tế bào thần kinh có chức năng sinh sản dopamin (còn được gọi là tế bào thần kinh sản sinh dopamin nhóm A9), tham gia vào quá trình điều khiển chuyển động cơ thể. Bệnh Parkinson có nguyên nhân là sự chết dần của các tế bào sinh sản dopamin của vùng này.